# Lai Ching-te
Lai Ching-te (en xinès tradicional:賴清德; pinyin:Lài Qīngdé), també conegut pel seu nom anglès William Lai, nascut el 6 d'octubre de 1959, és un estadista taiwanès. Membre del Partit Progressista Democràtic (PPD), va ser primer ministre de Taiwan del 8 de setembre de 2017 al 14 de gener de 2019 i després vicepresident de la república des del 20 de maig de 2020.
El 13 de gener de 2024, Lai va guanyar les eleccions presidencials amb el 40,2% dels vots.

## Biografia
Quan Lai Ching-te només tenia uns mesos, el seu pare, que treballava en una mina de carbó, va morir d'intoxicació per monòxid de carboni. Aleshores, la seva mare multiplicà les feines per criar els seus sis fills.
Un bon estudiant, Lai Ching-te va estudiar medicina a Taiwan i després a la Universitat Harvard. És especialista en lesions medul·lars. President de l'Associació de Metges de Tainan, va entrar en política als anys noranta unint-se al Partit Progressista Democràtic (PPD). El 1998 va ser elegit diputat i després el 2010 alcalde de Tainan.
La presidenta de la República Tsai Ing-wen, que havia estat escollida l'any anterior, el 2017 el va nomenar primer ministre, càrrec que va deixar dos anys després.
El març de 2019, Lai va anunciar la seva candidatura en les primàries del PPD per a les eleccions presidencials de 2020, on es va enfrontar a l'aleshores presidenta en funcions Tsai Ing-wen. Lai destacava la necessitat que el país defensés la seva sobirania en front de la Xina continental. El juny de 2019, després d'unes primàries polèmiques (ajornaments de la data de les primàries, introducció d'enquestes telefòniques), Lai va ser derrotat per Tsai, que va obtenir el suport del PPD per a les eleccions presidencials. No obstant això, al novembre Lai va ser nomenat candidat a la vicepresidència formant tàndem electoral amb Tsai. Va ser elegit vicepresident de Taiwan l'11 de gener de 2020 com a company de candidatura de la presidenta sortint Tsai, que va ser reelegida àmpliament. Pren possessió del càrrec el 20 de maig.
Després que la presidenta Tsai renunciés al seu càrrec en el Partit Progressista Democràtic, Lai va ser escollit president del partit el gener de 2023.
L'abril de 2023, Lai va ser l'única persona que va optar-hi i va ser escollit com a candidat del PPD per a les Eleccions presidencials taiwaneses de 2024. Va ser elegit president del país el 13 de gener de 2014.